# SC Freiburg (vrouwenvoetbal)
SC Freiburg is een Duitse vrouwenvoetbalclub uit Freiburg im Breisgau, Baden-Württemberg. Het is de vrouwenafdeling van de Duitse club SC Freiburg en komt uit in de Bundesliga.

## Selectie
Bijgewerkt tot 12 april 2024
| Nr.           | Nat.                      | Naam                 | Vorige club         |
| ------------- | ------------------------- | -------------------- | ------------------- |
| Keepers       |                           |                      |                     |
| 1             | Vlag van Duitsland        | Lena Nuding          | MSV Duisburg        |
| 12            | Vlag van Duitsland        | Rafaela Borggräfe    | Jeugd               |
| 29            | Vlag van Duitsland        | Julia Kassen         | VfL Wolfsburg       |
| 32            | Vlag van Canada           | Gabriëlle Lambert    | Montpellier HSC     |
| 33            | Vlag van Duitsland        | Rebecca Adamczyk     | Jeugd               |
| Verdedigers   |                           |                      |                     |
| 2             | Vlag van Duitsland        | Lisa Karl            | Jeugd               |
| 3             | Vlag van Duitsland        | Alina Axtmann        | Jeugd               |
| 5             | Vlag van Duitsland        | Kimm Fellhauer       | 1. FC Saarbrücken   |
| 13            | Vlag van Duitsland        | Judith Siems         | TSG 1899 Hoffenheim |
| 14            | Vlag van Duitsland        | Greta Stegemann      | Jeugd               |
| 21            | Vlag van Duitsland        | Samantha Steuerwald  | SV Werder Bremen    |
| 22            | Vlag van Duitsland        | Luisa Wensing        | SV Werder Bremen    |
| Middenvelders |                           |                      |                     |
| 4             | Vlag van Duitsland        | Meret Felde          | VfL Wolfsburg       |
| 6             | Vlag van Verenigde Staten | Annie Karich         | Jeugd               |
| 8             | Vlag van Duitsland        | Selina Vobian        | MSV Duisburg        |
| 9             | Vlag van Duitsland        | Janina Minge         | Jeugd               |
| 19            | Vlag van Oostenrijk       | Annabel Schasching   | SK Sturm Graz       |
| 26            | Vlag van Duitsland        | Alicia-Sophia Gudorf | 1. FC Köln          |
| 27            | Vlag van Duitsland        | Giovanna Hoffmann    | SV Werder Bremen    |
| 31            | Vlag van Duitsland        | Mia Büchele          | FC Basel            |
| Aanvallers    |                           |                      |                     |
| 10            | Vlag van Oostenrijk       | Eileen Campbell      | Altach/Vorderland   |
| 11            | Vlag van Duitsland        | Hasret Kayikçi       | Jeugd               |
| 14            | Vlag van Finland          | Milla Punsar         | FC Honka            |
| 17            | Vlag van Zwitserland      | Svenja Fölmli        | FC Luzern           |
| 18            | Vlag van Oostenrijk       | Lisa Kolb            | SV Neulengbach      |
| 20            | Vlag van Zwitserland      | Leela Egli           | FC Zürich           |
| 28            | Vlag van Duitsland        | Cora Zicai           | Jeugd               |

SV Werder Bremen · 
MSV Duisburg · 
SG Essen-Schönebeck · 
Eintracht Frankfurt ·
SC Freiburg · 
TSG 1899 Hoffenheim · 
1. FC Köln · 
RB Leipzig ·
Bayer 04 Leverkusen · 
FC Bayern München · 
1. FC Nürnberg · 
VfL Wolfsburg